# Peter Fürst (Künstler)
Peter Fürst (* 5. Juli 1933 in Basel; † 26. Juli 2021 in Delsberg) war ein Schweizer Maler, Eisenplastiker, Lithograf, Szenograf, Jazzmusiker und Galerist.

## Leben und Werk
Peter Fürst besuchte die Allgemeine Gewerbeschule Basel und lebte ab 1977 in Boécourt. Zusammen mit seiner Frau, der Malerin und Lithografin Liuba Kirova, gründete er im selben Jahr in Boécourt die erste Galerie im Kanton Jura. Am 9. Dezember 1977 fand in der Galerie «Au Virage» die erste Ausstellung statt. Seither stellten über 180 Kunstschaffende in über 200 Ausstellungen ihre Werke aus. 
1979 war Fürst Gründungsmitglied der Sektion Jura der GSMBA. Weitere Gründungsmitglieder waren André Brahier, Jean-François Comment, Jeanmarie Hänggi und Gérard Bregnard. Zudem war Fürst Mitglied der International Association of Art. Als Szenograf war Fürst für mehrere Vorstellungen im Theater Basel und im Theater Fauteuil tätig. 1990 war er zum 700. Geburtstag von Delsberg ein Mitarbeiter der Szenografie. 
Fürst schuf zudem zahlreiche Eisenplastiken. Diese wie auch die Kunstwerke von Künstlern aus der Schweiz und aus dem Ausland kann man auf dem Skulpturenweg Balade de Sépraissehen sehen. Seine Werke stellte er auch in zahlreichen Einzel- und Gruppenausstellungen im In- und Ausland aus.